# 火索藤
火索藤（学名：[Bauhinia aurea] 错误：{{Lang}}：文本有斜体标记（帮助））是豆科羊蹄甲属的植物，是中国的特有植物。分布于中国大陆的贵州、云南、广西、四川等地，生长于海拔400米至900米的地区，多生长于山沟岩石边、山坡和灌丛中，目前尚未由人工引种栽培。

## 别名
黄麻藤（四川）